# Тур Калифорнии
Тур Калифорния (англ. Tour of California) — ежегодная шоссейная многодневная велогонка, проходящая в американском штате Калифорния.

## История

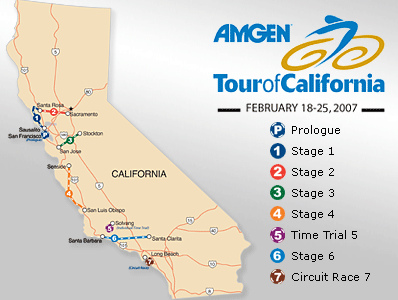
Маршрут 2005 года

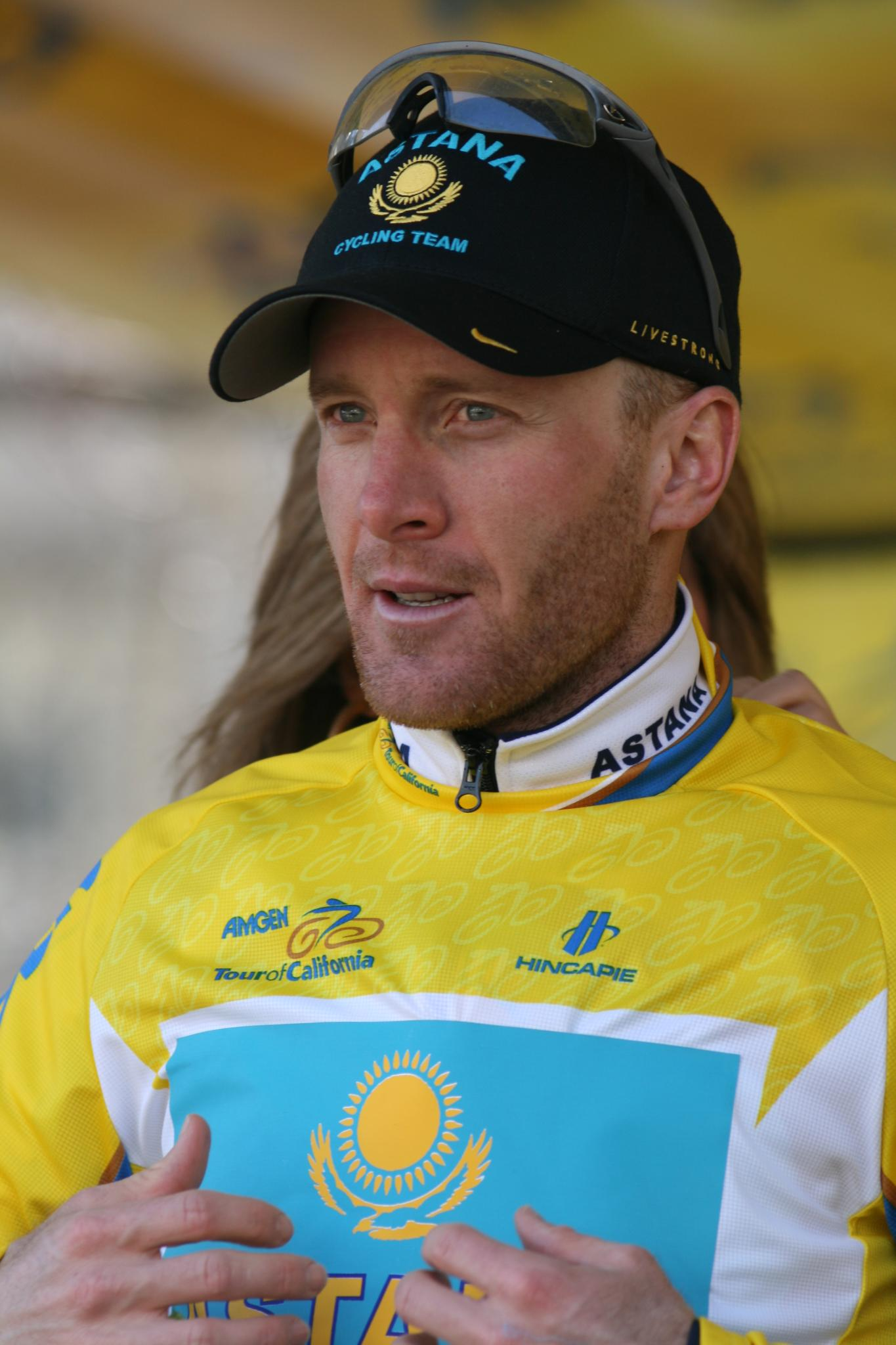
Леви Лайфаймер после 2-го этапа в 2009 году

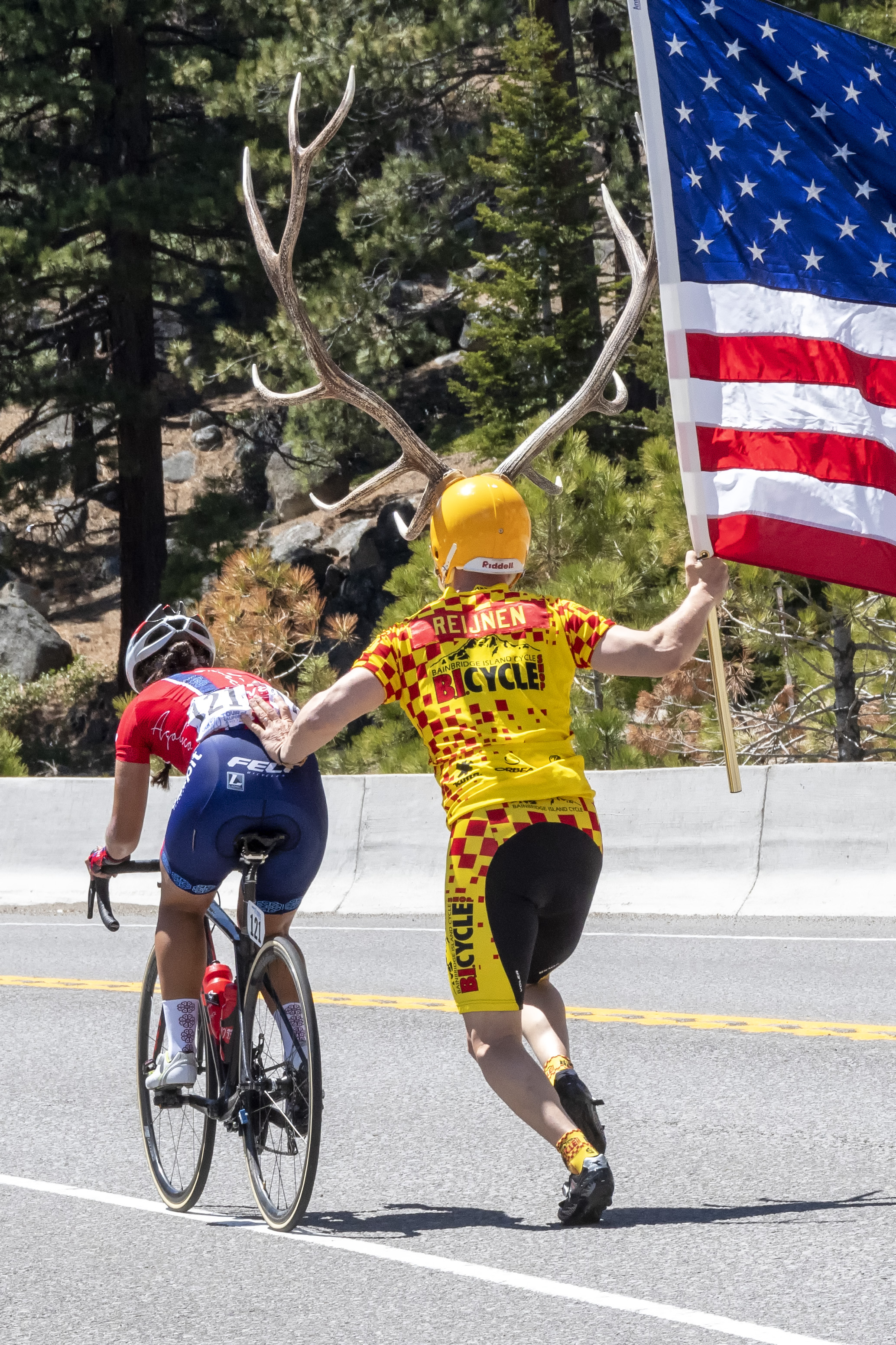
Колоритный болельщик на одном из горных этапов женской версии гонки в 2018 году

Первая гонка была проведена во второй половине февраля 2006 года. Наряду с Турами Миссури и Джорджии калифорнийская многодневка вскоре стала одной из ведущих на американском континенте, входя в календарь UCI America Tour.
Маршрут ежегодно меняется, до 2010 года гонка состояла из пролога и семи этапов, теперь пролог также называется этапом. В том же 2010 году Тур был перенесён с февраля на середину мая, и теперь совпадает по времени с Джиро д’Италия. Это лишило многодневку многих ведущих гонщиков, хотя организаторы надеются, что её используют в подготовке те, кто планирует стартовать на Тур де Франс.
Генеральным спонсором Тура Калифорнии является биотехнологическая компания Amgen. Её название вошло в имя многодневки — Амджен Тур Калифорния (англ. Amgen Tour of California) , хотя эта часть наименования гонки на практике употребляется нечасто.
2 августа 2016 года UCI повысил гонку до статуса World Tour и добавил внёс её в календарь Мирового тура UCI с 2017 года.
Самым титулованным победителем Тура является Леви Лайфаймер, побеждавший в нём трижды. Он же первым облачился в жёлтую майку лидера дебютной гонки, которую выиграл Флойд Лэндис. В том же 2006 году Лэндис был уличён в употреблении допинга и лишился победы на Тур де Франс, однако результаты калифорнийской гонки пересмотрены не были.
С 2015 года проводится женская версия гонки.

## Классификации
Кроме общего зачёта также разыгрываются другие классификации, лидеры каждой из них отмечаются специальными майками определенных цветов — очковая (зелёная), горный (красная, ранее оранжевая), молодёжный (белая) и командный, а также вручается приз самому смелому гонщику (голубая майка, вручается по итогам каждого этапа вне зависимости от предыдущих).
- Генеральная классификация
- Очковая классификация
- Горная классификация
- Молодёжная классификация
- Бойцовская классификация
- Командная классификация

## Призёры

### Генеральная классификация
| Год  | Победитель          | Второй              | Третий                |
| ---- | ------------------- | ------------------- | --------------------- |
| 2006 | Флойд Лэндис        | Дэвид Забриски      | Бобби Джулич          |
| 2007 | Леви Лайфаймер      | Йенс Фогт           | Джейсон МакКартни     |
| 2008 | Леви Лайфаймер      | Дэвид Миллар        | Кристиан Ванде Вельде |
| 2009 | Леви Лайфаймер      | Дэвид Забриски      | Майкл Роджерс         |
| 2010 | Майкл Роджерс       | Дэвид Забриски      | Леви Лайфаймер        |
| 2011 | Крис Хорнер         | Леви Лайфаймер      | Том Дэниэлсон         |
| 2012 | Роберт Гесинк       | Дэвид Забриски      | Том Дэниэлсон         |
| 2013 | Тиджей Ван Гардерен | Майкл Роджерс       | Ханьер Асеведо        |
| 2014 | Брэдли Уиггинс      | Роан Деннис         | Лоусон Крэддок        |
| 2015 | Петер Саган         | Жюлиан Алафилипп    | Серхио Энао           |
| 2016 | Жюлиан Алафилипп    | Роан Деннис         | Брент Букволтер       |
| 2017 | Джордж Беннетт      | Рафал Майка         | Эндрю Талански        |
| 2018 | Эган Берналь        | Тиджей Ван Гардерен | Даниэль Мартинес      |
| 2019 | Тадей Погачар       | Серхио Игита        | Каспер Асгрин         |

- В 2006 второе место году занял американец Дэвид Забриски, но в 2012 году он был дисквалифицирован UCI за применение допинга, с 31 мая 2003 года по 31 июля 2006 года, а все его результаты в этот период были аннулированы. Перераспределения мест не производилось.[4]

### Вторичные классификации
| Год  | Очковая           | Горная             | Молодёжная           | Командная          |
| ---- | ----------------- | ------------------ | -------------------- | ------------------ |
| 2006 | Поллак, Олаф      | Лайфаймер, Леви    | Thomas Peterson      | Team CSC           |
| 2007 | Аэдо, Хуан Хосе   | Christophe Laurent | Гесинк, Роберт       | Team CSC           |
| 2008 | Роллен, Доминик   | Scott Nydam        | Гесинк, Роберт       | Garmin-Slipstream  |
| 2009 | Кавендиш, Марк    | Jason McCartney    | Гесинк, Роберт       | Astana             |
| 2010 | Саган, Петер      | Thomas Rabou       | Саган, Петер         | Garmin-Transitions |
| 2011 | Саган, Петер      | Jonathan McCarthy  | Ван Гардерен, Тиджей | Garmin-Cervélo     |
| 2012 | Саган, Петер      | Салас, Себастьян   | Келдерман, Вилко     | RadioShack-Nissan  |
| 2013 | Саган, Петер      | Джонс, Картер      | Крэддок, Лоусон      | BMC Racing Team    |
| 2014 | Саган, Петер      | Рутли, Уилл        | Крэддок, Лоусон      | Garmin-Sharp       |
| 2015 | Кавендиш, Марк    | Осс, Даниэль       | Алафилипп, Жюлиан    | Team Sky           |
| 2016 | Саган, Петер      | Хаффман, Эван      | Паулесс, Нильсон     | BMC Racing Team    |
| 2017 | Саган, Петер      | Харамильо, Даниэль | Мортон, Лаклан       | Team Sky           |
| 2018 | Гавирия, Фернандо | Скуйиньш, Том      | Берналь, Эган        | Team Sky           |